# Callie Khouri
Callie Khouri (ur. 27 listopada 1957 w San Antonio) – amerykańska scenarzystka i reżyser filmowa. Laureatka Oscara. 
Największym sukcesem w jej filmowej karierze jest scenariusz do Thelmy i Louise (1991), nietypowego filmu drogi – jej bohaterami są dwie kobiety. W rolę Thelmy wcieliła się Geena Davis, Louise zagrała Susan Sarandon. Film zdobył sześć nominacji do Oscara, jedyną statuetkę otrzymała ona. Podejmuje samodzielne próby reżyserskie, wyreżyserowała m.in. Boskie sekrety siostrzanego stowarzyszenia Ya-Ya (2002) oraz Skok na kasę (2008).

## Nagrody i nominacje
| Rok  | Nagroda                               | Kategoria                           | Za              | Wynik     |
| ---- | ------------------------------------- | ----------------------------------- | --------------- | --------- |
| 1992 | Nagroda Akademii Filmowej             | Najlepszy scenariusz oryginalny     | Thelma i Louise | Wygrana   |
| 1992 | Złoty Glob                            | Najlepszy scenariusz                | Thelma i Louise | Wygrana   |
| 1992 | Nagroda Brytyjskiej Akademii Filmowej | Najlepszy scenariusz oryginalny     | Thelma i Louise | Nominacja |
| 2013 | Amerykańska Gildia Scenarzystów       | Najlepszy scenariusz nowego serialu | Nashville       | Nominacja |
| 1992 | Amerykańska Gildia Scenarzystów       | Najlepszy scenariusz oryginalny     | Thelma i Louise | Wygrana   |